# Monastère de la Sainte-Parascève (Izvor)
Pour les articles homonymes, voir Monastère de la Sainte-Parascève.
Le monastère de la Sainte-Parascève (en serbe cyrillique : Манастир Свете Петке у Извору ; en serbe latin : Manastir Svete Petke u Izvoru) est un monastère orthodoxe serbe situé à Izvor, dans le district de Pomorvlje et dans la municipalité de Paraćin en Serbie. Il est inscrit sur la liste des monuments culturels de grande importance de la République de Serbie (identifiant no SK 259).

## Présentation
L'église de la Sainte-Parascève se trouve dans le monastère du même nom. Elle est située à la sortie de la gorge de la rivière Čestobrodica (en serbe : Čestobrodička klisura), à 16 km à l'est de Paraćin.
Même si elle remonte à la seconde moitié du XIVe siècle, elle est mentionnée pour la première fois dans un « defter » (recensement) ottoman qui date de 1516. Après celles des monastères de Ravanica et de Sisojevac, elle est la plus grande de l'« oblast de Petruška ».
L'église d'origine était construite sur un plan tréflé et était dotée d'un narthex. L'édifice a reçu l'essentiel de son apparence actuelle dans la première moitié du XVIIIe siècle ; le dôme surmontant la nef a été reconstruit à cette époque et un autre dôme a été érigé au-dessus du narthex. La paraklis (sorte de chapelle) occidentale de l'église a été surmontée d'un dôme lors d'une restauration du XIXe siècle. Exceptionnellement, l'abside est dotée de trois ouvertures.
De l'église ancienne, il ne subsiste que quelques fragments de décoration.